# Dalavia

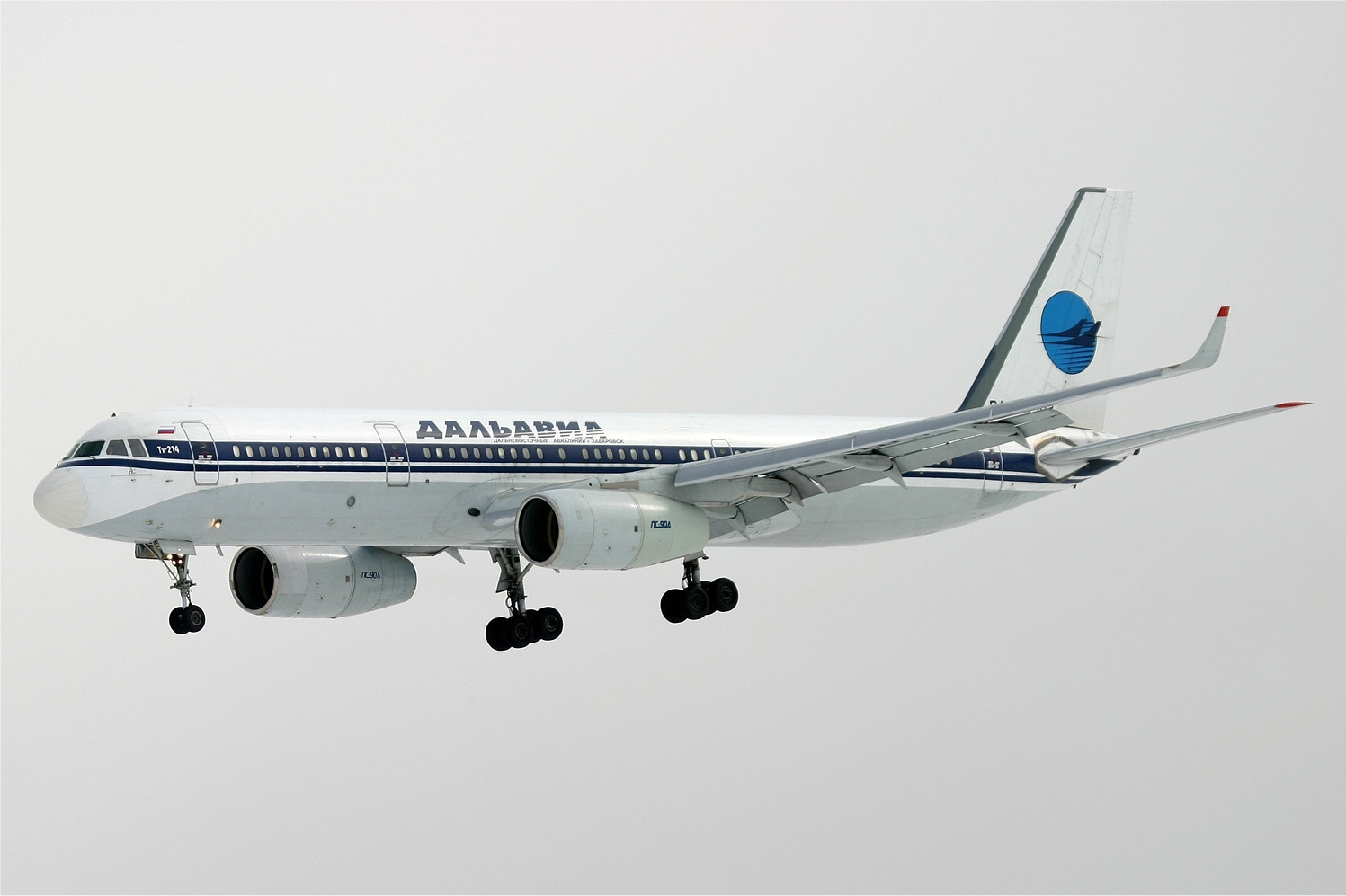
Tu-214 linii Dalavia

Dalavia – rosyjska linia lotnicza z siedzibą w Chabarowsku operująca w latach 1993–2009. Głównym węzłem był port lotniczy Chabarowsk.